# Kyriakos Mitsotakis
Kyriakos Mitsotakis (grekiska: Κυριάκος Μητσοτάκης), född 4 mars 1968 i Aten, är en grekisk politiker. Han är partiledare för partiet Ny demokrati och sedan 8 juli 2019 Greklands premiärminister.
Han är son till Greklands tidigare premiärminister Konstantinos Mitsotakis.
I 2019 års parlamentsval fick Ny demokrati 38,5 procent av rösterna, jämfört med 31,7 procent för sittande premiärminister Alexis Tsipras parti Syriza. Ny demokrati fick egen majoritet i parlamentet och Mitsotakis blev ny premiärminister.